# 模擬市民3：前進未來
《模擬市民3：前進未來》是《模擬市民3》的第十一款資料片，也是《模擬市民3》系列最后一部作品，于2013年10月22日推出。遊戲以未来生活為主題，並加入了時光門、未來電車、晶錐機器人等眾多元素。
模擬人生3：前進未來是美商藝電的模擬人生3系列的第十一和最後的擴展包，並於2013年10月22日在北美發布 它適用於Windows和OS X.在歐洲，它於2013年10月24日發布，2013年10月25日在英國發布。

## 遊戲
擴張包以未來為主題。在安裝後，玩家可以由他們的家庭鄰居中訪問時光旅行者，他會給你的模擬市民他的時光傳送門以便在請求玩家的幫助時使用。使用這個傳送門，你的模擬市民就可以前往未來，進入一個新的附屬社區“歐西斯”，一個建在山區荒原的未知城鎮。
晶錐機器人（類似於以前的模擬市民2中的simbots和servos）是擴展包的主要新增項目。他們可以建立和完全定制與新的“創建機器人”模式，玩家可以創建各種特徵芯片，確定他們的個性，使用方式和遊戲玩法。懸浮板，噴氣背包，單軌懸浮列車被加入到遊戲作為新的交通選擇。新的職業包括天文學家和機器人經銷商。新的物品包括有全息電視，食品合成器，建立一個機器人研討會和激光rythimacon，一種新的儀器。
模擬市民也能夠在時間旅行期間拜訪他們的未來子孫，並且如果玩家將模擬市民發回現代並改變他們的生活方式或命運，則有可能改變或消除這些後代。

## 發展
在2013年1月8日，美商藝電計劃發布一個未來主義的主題擴展包，仍處於發展的早期階段。

## 附加的遊戲元素和物品
| 名稱                        | 發行日期                                      | 主要元素                                                                      | 新城市 | 新NPC | 新可玩生物 | 新/改良職業            |
| --------------------------- | --------------------------------------------- | ----------------------------------------------------------------------------- | ------ | ----- | ---------- | ---------------------- |
| 前進未來（Into the future） | - 北美：2013年10月22日 - 歐洲：2013年10月24日 | 兩個版本：「限量版」和「基本版」 新的技能（先進科技、雷射節奏樂、機器人開發） | 歐西斯 | -     | 晶錐機器人 | 機器人競技場、天文學家 |

## 接待
該遊戲得到了很多好評。

## 外部連結
- 《模擬市民3：前進未來》官方網站[永久] （英文）
- The Sims Wiki上的相关条目：《模擬市民3：前進未來》（英文）